# Matthias Müller

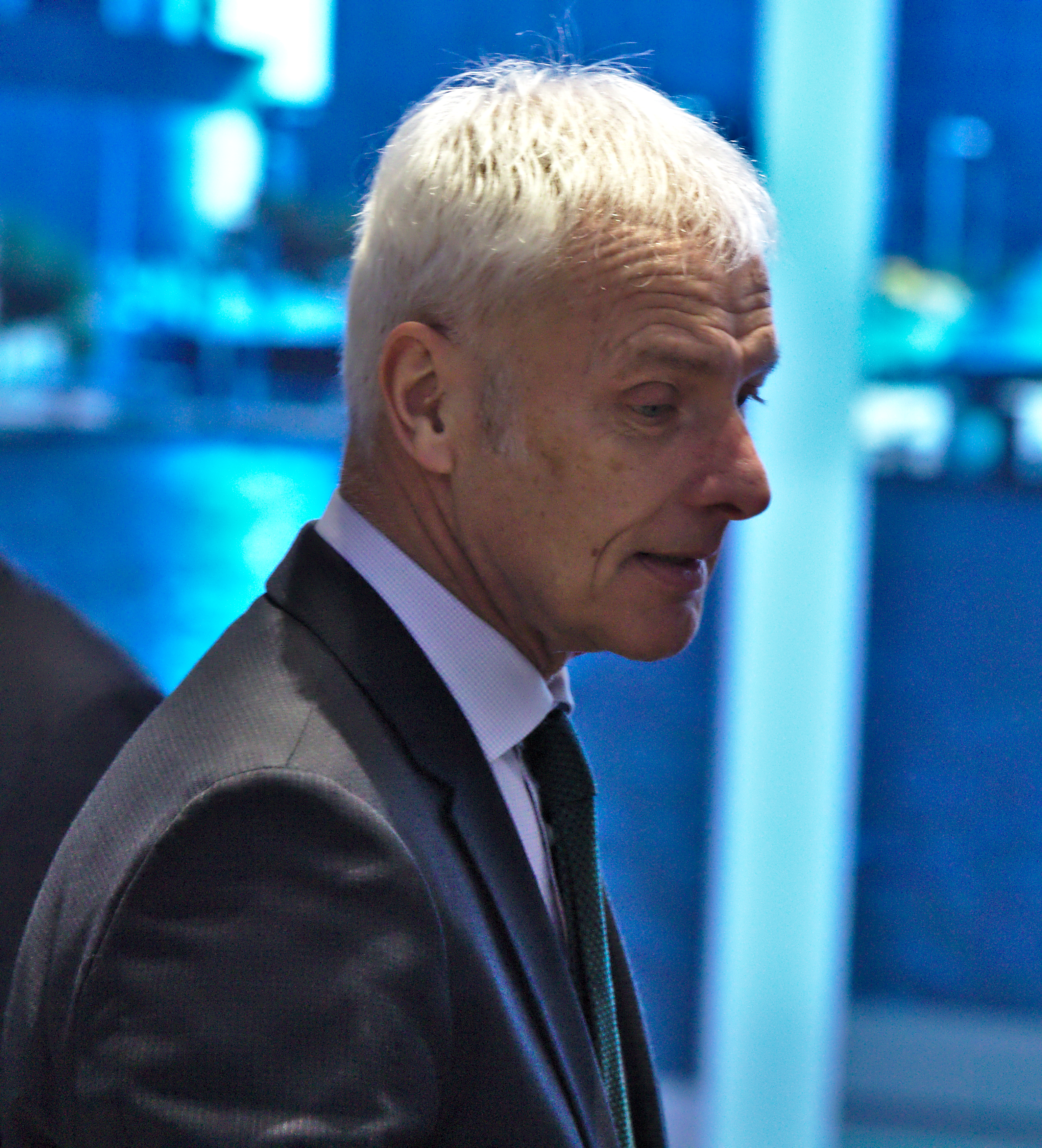
Matthias Müller de 2018.

Matthias Müller (nacido el 9 de junio de 1953) es un empresario alemán que ha sido el director ejecutivo de Volkswagen AG desde el 25 de septiembre de 2015. Había sido el director ejecutivo de su filial, Porsche, desde 2010.

## Primeros años
Matthias Müller nació el 9 de junio de 1953, en Karl-Marx-Stadt (ahora Chemnitz) en la antigua República Democrática Alemana.